# Montpellier Athletic Méditerranée Métropole
 (signalé en juillet 2025).
Si vous disposez d'ouvrages ou d'articles de référence ou si vous connaissez des sites web de qualité traitant du thème abordé ici, merci de compléter l'article en donnant les références utiles à sa vérifiabilité et en les liant à la section « Notes et références ».
- Archive Wikiwix
- Bing
- Cairn
- DuckDuckGo
- E. Universalis
- Gallica
- Google
- G. Books
- G. News
- G. Scholar
- Persée
- Qwant
- (zh) Baidu
- (ru) Yandex
- (wd) trouver des œuvres sur Wikidata

Le Montpellier Athletic Méditerranée Métropole (MA2M) est un club d'athlétisme basé à Montpellier.
Il est composé de plusieurs sections (clubs d'athlétisme de l'agglomération montpelliéraine se regroupant sous la bannière MA2M lors des compétitions) avec notamment le Montpellier Université Club et le Montpellier Athlétisme.
Le MA2M termine troisième des Championnats de France interclubs d'athlétisme 2012.